# Карпов Іван Миколайович
Іван Миколайович Карпов (нар. 15 вересня 1892, станиця Усть-Медведицька Усть-Медведицького округу Області Війська Донського, тепер місто Серафімович Волгоградської області, Російська Федерація — 9 листопада 1953, місто Москва, Російська Федерація) — радянський партійний діяч, 1-й секретар Калмицького обласного комітету ВКП(б). Депутат Верховної Ради СРСР 1-го скликання (1937—1944).

## Біографія
Народився в родині селянина-середняка. У 1905 році закінчив Хованську сільську школу в Усть-Медведицькому окрузі. Потім склав екстерном екзамен на право освіти 2-го розряду.
З травня 1905 по вересень 1911 року працював у господарстві батька на хуторі Хованському Усть-Медведицького округу.
У вересні 1911 — липні 1914 року — учень кустарної майстерні Ільїна в станиці Усть-Медведицькій.
У липні 1914 — грудні 1917 року — писар військової служби Усть-Медведицького окружного управління.
У січні — травні 1918 року — голова, член військової колегії Усть-Медведицького окружного військово-революційного комітету Області Війська Донського.
У травні — грудні 1918 року — ад'ютант, начальник мобільного відділу загону Пилипа Миронова на Південному фронті.
Член РКП(б) з вересня 1918 року.
У січні 1919 — лютому 1920 року — помічник начальника штабу 23-ї стрілецької дивізії РСЧА на Південному фронті.
У березні — липні 1920 року — комісар окружного військкомату в слободі Михайловка Донської області. У серпні 1920 — липні 1921 року — помічник окружного військового комісара на станції Вєшенська Донської області.
У липні — грудні 1921 року — відповідальний секретар Усть-Медведицького волосного комітету РКП(б) Донської області.
У грудні 1921 — лютому 1922 року — голова Усть-Медведицької окружної ради народного господарства Донської області.
У лютому — жовтні 1922 року — відповідальний секретар Усть-Медведицького окружного комітету РКП(б) в селі Михайловка Донської області.
У жовтні 1922 — червні 1923 року — інструктор Царицинської губернської Сільської кредитної спілки.
У червні 1923 — травні 1924 року — завідувач агітаційно-пропагандистського відділу 1-го Царицинського міськрайонного комітету РКП(б).
У травні 1924 — квітні 1925 року — відповідальний секретар 2-го Царицинського міськрайонного комітету РКП(б).
У квітні 1925 — грудні 1926 року — відповідальний секретар Ніколаєвського повітового комітету ВКП(б) Сталінградської губернії.
У грудні 1926 — липні 1928 року — відповідальний секретар Сталінградського повітового комітету ВКП(б) Сталінградської губернії.
У серпні — листопаді 1928 року — відповідальний інструктор Сибірського крайового комітету ВКП(б) в місті Новосибірську.
У листопаді 1928 — червні 1929 року — відповідальний секретар Тарського окружного комітету ВКП(б) Сибірського краю.
Потім працював у Західно-Сибірській крайовій контрольній комісії ВКП(б). З серпня 1930 по жовтень 1931 року — керівник групи Західно-Сибірської крайової контрольної комісії ВКП(б) у Новосибірську.
З жовтня 1931 по грудень 1932 року навчався на курсах марксизму-ленінізму при ЦК ВКП(б) у Москві.
У грудні 1932 — серпні 1934 року — 1-й секретар Нижньо-Амурського окружного комітету ВКП(б) Далекосхідного краю.
У серпні 1934 — вересні 1935 року — 1-й секретар Організаційного бюро Далекосхідного крайкому ВКП(б) по Нижньо-Амурській області, 1-й секретар Нижньо-Амурського обласного комітету ВКП(б) Далекосхідного краю.
30 листопада 1935 — лютий 1939 року — 1-й секретар Калмицького обласного комітету ВКП(б).
У квітні — жовтні 1939 року — слухач Вищої школи партійних організаторів при ЦК ВКП(б) у Москві.
У жовтні 1939 — грудні 1941 року — начальник відділу Переселенського управління при Раді народних комісарів СРСР.
У грудні 1941 — січні 1943 року — заступник начальника відділення відділу з господарського облаштування евакуйованого населення Ради народних комісарів РРФСР.
У лютому 1943 — 1946 року — заступник начальника Управління з господарського забезпечення сімей військовослужбовців при Раді народних комісарів РРФСР.
У грудні 1947 — листопаді 1953 року — член Ради у справах релігійних культів при Раді Міністрів СРСР.